# Eleições estaduais em Alagoas em 2022
As eleições estaduais em Alagoas em 2022 foram realizadas em 2 de outubro (primeiro turno, para todos os cargos) e 30 de outubro (segundo turno, para governador), como parte das eleições gerais no Brasil. Os eleitores aptos a votar foram eleger o governador e vice-governador do Estado e um senador da República com dois suplentes, além de 9 deputados federais e 27 deputados estaduais. Os eleitos tomaram posse em 1° de janeiro (governador e vice) ou 1º de fevereiro (senador e deputados) de 2023 para mandatos com duração de 4 anos (salvo no caso do senador, que terá mandato de 8 anos).
O governador e o vice-governadores eleitos nesta eleição exercerão um mandato alguns dias mais longo. Isso ocorre devido a Emenda Constitucional n° 111, que alterou a Constituição e estipulou que o mandato dos governadores dos Estados e do Distrito Federal deverá ser iniciado em 6 de janeiro após a eleição. Entretanto, os candidatos eleitos nesta eleição assumem dia 1º de janeiro de 2023 e entregam o cargo no dia 6 de janeiro de 2027.
O atual governador do estado é Paulo Dantas, eleito de forma indireta pela Assembleia Legislativa para um mandato tampão em 15 de maio de 2022. O cargo ficou vago após a renúncia de Renan Filho para disputar o Senado Federal e o estado não ter vice-governador, já que Luciano Barbosa renunciara para assumir a Prefeitura de Arapiraca em 2021. Além disso, o presidente da Assembleia Legislativa, que deveria assumir pela linha sucessória, se absteve já que assumir o executivo o impediria de se reeleger como deputado nas eleições de 2022. Klever Loureiro, presidente do Tribunal de Justiça de Alagoas, assumiu como governador interino no período entre a renúncia de Renan Filho e a eleição indireta de Paulo Dantas.
Para a eleição ao Senado Federal, esteve em disputa a vaga ocupada por Fernando Collor de Mello, do PTB, reeleito em 2014.

## Calendário eleitoral
| Calendário eleitoral      | Calendário eleitoral                                                                       |
| ------------------------- | ------------------------------------------------------------------------------------------ |
| 15 de maio                | Início do financiamento coletivo dos pré-candidatos                                        |
| 20 de julho a 5 de agosto | Convenções partidárias para a escolha dos candidatos e das coligações                      |
| 2 de outubro              | Primeiro turno das eleições                                                                |
| 7 a 28 de outubro         | Propaganda eleitoral gratuita no rádio e na televisão relativa a um eventual segundo turno |
| 30 de outubro             | Eventual segundo turno das eleições                                                        |
| até 19 de dezembro        | Diplomação dos eleitos pela Justiça Eleitoral                                              |

## Candidatos ao governo de Alagoas

### Candidaturas confirmadas
As convenções partidárias iniciaram-se no dia 20 de julho, se estendendo até 5 de agosto. Os seguintes partidos políticos já confirmaram suas candidaturas. Os partidos políticos tiveram até 15 de agosto de 2022 para registrar formalmente os seus candidatos.
Nota: a tabela a seguir está organizada por ordem alfabética de candidatos, de acordo com o nome registrado na Justiça Eleitoral.
| Governador(a)                | Governador(a) | Governador(a) | Cargo político anterior                 | Vice-Governador(a) | Vice-Governador(a) | Vice-Governador(a) | Coligação/ Federação                                                             | Número eleitoral | Tempo de horário eleitoral |
| Candidato                    | Partido       | Partido       | Cargo político anterior                 | Candidato          | Partido            | Partido            | Coligação/ Federação                                                             | Número eleitoral | Tempo de horário eleitoral |
| ---------------------------- | ------------- | ------------- | --------------------------------------- | ------------------ | ------------------ | ------------------ | -------------------------------------------------------------------------------- | ---------------- | -------------------------- |
| Bombeiro Luciano Fontes      |               | PMB           | Sem cargo político anterior             | Rogers Tenório     |                    | PMB                | Sem coligação                                                                    | 35               | Sem tempo de rádio e TV    |
| Fernando Collor              |               | PTB           | Senador por Alagoas (2007 – 2023)       | Leonardo Dias      |                    | PL                 | Alagoas Verde e Amarelo PTB, PL, Agir                                            | 14               | 1min                       |
| Luciano Almeida              |               | PRTB          | Sem cargo político anterior             | Sargento Walderlan |                    | PRTB               | Alagoas Segue em Frente PRTB, PROS                                               | 28               | 19s                        |
| Paulo Dantas                 |               | MDB           | Governador de Alagoas (2022 – presente) | Ronaldo Lessa      |                    | PDT                | Alagoas Daqui Pra Melhor MDB, PDT, PSC, FE Brasil (PT, PCdoB, PV), Solidariedade | 15               | 2min52s                    |
| Professor Cicero Albuquerque |               | PSOL          | Sem cargo político anterior             | Eliane Silva       |                    | PSOL               | Fed. PSOL REDE                                                                   | 50               | 22s                        |
| Rodrigo Cunha                |               | UNIÃO         | Senador por Alagoas (2019 – presente)   | Jó Pereira         |                    | PSDB               | Alagoas Merece Mais UNIÃO, Fed. PSDB Cidadania, PP, PODE, PSB                    | 44               | 3min49s                    |
| Rui Palmeira                 |               | PSD           | Prefeito de Maceió (2013 – 2020)        | Arthur Albuquerque |                    | Republicanos       | Pra Frente Alagoas PSD, Republicanos, Patriota                                   | 55               | 1min35s                    |

## Candidatos ao Senado Federal

### Candidaturas confirmadas
As convenções partidárias iniciaram-se no dia 20 de julho, se estendendo até 5 de agosto. Os seguintes partidos políticos já confirmaram suas candidaturas. Os partidos políticos tiveram até 15 de agosto de 2022 para registrar formalmente os seus candidatos.
Nota: a tabela a seguir está organizada por ordem alfabética de candidatos, de acordo com o nome registrado na Justiça Eleitoral.
| Senador(a)            | Senador(a)                    | Senador(a) | Cargo político anterior                         | Suplentes                    | Suplentes | Suplentes | Coligação/ Federação                                                             | Número eleitoral | Tempo de horário eleitoral |
| Candidato             | Partido                       | Partido    | Cargo político anterior                         | Candidato                    | Partido   | Partido   | Coligação/ Federação                                                             | Número eleitoral | Tempo de horário eleitoral |
| --------------------- | ----------------------------- | ---------- | ----------------------------------------------- | ---------------------------- | --------- | --------- | -------------------------------------------------------------------------------- | ---------------- | -------------------------- |
| Bombeiro Suzana Souza |                               | PMB        | Sem cargo político anterior                     | 1ª suplente: Eudes Emidio    |           | PMB       | Sem coligação                                                                    | 350              | Sem tempo de rádio e TV    |
| Bombeiro Suzana Souza | 2ª suplente: Floripes Orestes | PMB        | Sem cargo político anterior                     |                              |           | PMB       | Sem coligação                                                                    | 350              | Sem tempo de rádio e TV    |
| Davi Davino Filho     |                               | PP         | Deputado Estadual por Alagoas (2015 – presente) | 1° suplente: Gilda Caldas    |           | PP        | Alagoas Merece Mais UNIÃO, Fed. PSDB Cidadania, PP, PODE, PSB                    | 111              | 1min56s                    |
| Davi Davino Filho     | 2° suplente: Gunnar Nicácio   | PP         | Deputado Estadual por Alagoas (2015 – presente) |                              | UNIÃO     |           | Alagoas Merece Mais UNIÃO, Fed. PSDB Cidadania, PP, PODE, PSB                    | 111              | 1min56s                    |
| Coronel Do Valle      |                               | PROS       | Sem cargo político anterior                     | 1ª suplente: Janaína Lins    |           | PROS      | Alagoas Segue em Frente PRTB, PROS                                               | 900              | 13s                        |
| Coronel Do Valle      | 2ª suplente: Maria Do Valle   | PROS       | Sem cargo político anterior                     |                              |           | PROS      | Alagoas Segue em Frente PRTB, PROS                                               | 900              | 13s                        |
| Mário Agra            |                               | PSOL       | Sem cargo político anterior                     | 1° suplente: Junior          |           | PSOL      | Fed. PSOL REDE                                                                   | 500              | 15s                        |
| Mário Agra            | 2ª suplente: Elizabete Rai    | PSOL       | Sem cargo político anterior                     |                              |           | PSOL      | Fed. PSOL REDE                                                                   | 500              | 15s                        |
| Renan Filho           |                               | MDB        | Governador de Alagoas (2015 – 2022)             | 1° suplente: Fernando Farias |           | MDB       | Alagoas Daqui Pra Melhor MDB, PDT, PSC, FE Brasil (PT, PCdoB, PV), Solidariedade | 151              | 2min56s                    |
| Renan Filho           | 2° suplente: Adélia Maria     | MDB        | Governador de Alagoas (2015 – 2022)             |                              | PV        |           | Alagoas Daqui Pra Melhor MDB, PDT, PSC, FE Brasil (PT, PCdoB, PV), Solidariedade | 151              | 2min56s                    |

## Debates
| Data  | Organizadores    | Mediador        | Collor (PTB) | Almeida (PRTB) | Cunha (UNIÃO) | Dantas (MDB) | Albuquerque (PSOL) | Palmeira (PSD) |
| ----- | ---------------- | --------------- | ------------ | -------------- | ------------- | ------------ | ------------------ | -------------- |
| 30/08 | Portal 7Segundos | Luciano Amorim  | Presente     | Presente       | Presente      | Presente     | Presente           | Presente       |
| 05/09 | TV Mar           | Wyderlan Araújo | Presente     | Presente       | Convidado     | Convidado    | Presente           | Presente       |
| 24/09 | TV Pajuçara      | Mariana Godoy   | Presente     | Presente       | Presente      | Presente     | Presente           | Presente       |
| 27/09 | TV Gazeta        | Fabio Turci     | Presente     | Presente       | Presente      | Presente     | Presente           | Presente       |
| 29/09 | TV Ponta Verde   | Darlisson Dutra | Ausente      | Presente       | Presente      | Ausente      | Presente           | Presente       |

## Pesquisas de opinião

### Governador

#### Primeiro turno
| Institutos de opinião | Datas de realização       | Entrevistados | Dantas MDB | Collor PTB | Cunha UNIÃO | Palmeira PSD | Albuquerque PSOL | Outros | Abstenções/ Indecisos | Vantagem |
| Institutos de opinião | Datas de realização       | Entrevistados |            |            |             |              |                  | Outros | Abstenções/ Indecisos | Vantagem |
| Ipec                  | 28–30 de setembro de 2022 | 800           | 41%        | 12%        | 21%         | 14%          | 1%               | 1%     | 10%                   | 20%      |
| Fundepes              | 23–26 de setembro de 2022 | 1.311         | 38,7%      | 14,6%      | 17,7%       | 8,9%         | 1,3%             | —      | 18,4%                 | 21%      |
| Ibrape/Cadaminuto     | 21–24 de setembro de 2022 | 1.992         | 38%        | 13%        | 24%         | 9%           | —                | —      | 16%                   | 14%      |
| Instituto DataSensus  | 21–22 de setembro de 2022 | 5.109         | 37%        | 13%        | 21%         | 10%          | —                | 2%     | 17%                   | 16%      |
| Ipec                  | 16–18 de setembro de 2022 | 800           | 30%        | 20%        | 20%         | 11%          | 1%               | 1%     | 17%                   | 10%      |
| Ibrape/Cadaminuto     | 11–14 de setembro de 2022 | 1.992         | 36%        | 17%        | 20%         | 9%           | —                | —      | 18%                   | 16%      |
| Paraná Pesquisas      | 10–14 de setembro de 2022 | 1.510         | 30%        | 18,9%      | 20,8%       | 12%          | 1,7%             | 1,7%   | 14,9%                 | 9,2%     |
| Result                | 7–11 de setembro de 2022  | 1.067         | 23,1%      | 15,5%      | 16,2%       | 17,2%        | 0,8%             | —      | 27,2%                 | 5,9%     |
| Instituto DataSensus  | 9–10 de setembro de 2022  | 5.062         | 33%        | 15%        | 21%         | 10%          | 1%               | 1%     | 19%                   | 12%      |
| Ibrape/Cadaminuto     | 2–5 de setembro de 2022   | 1.992         | 35%        | 19%        | 19%         | 8%           | —                | —      | 19%                   | 16%      |
| Ipec                  | 29–31 de agosto de 2022   | 800           | 24%        | 17%        | 21%         | 15%          | 1%               | 2%     | 21%                   | 3%       |
| Instituto DataSensus  | 26–28 de agosto de 2022   | 5.040         | 29,5%      | 18,7%      | 17,8%       | 10,1%        | 1%               | 1%     | 21,8%                 | 10,8%    |
| Ibrape/Cadaminuto     | 21–25 de agosto de 2022   | 1.992         | 34%        | 24%        | 14%         | 7%           | —                | —      | 21%                   | 10%      |
| Fundepes              | 21–23 de agosto de 2022   | 1.311         | 34,5%      | 22,98%     | 13,53%      | 7,56%        | —                | —      | 21,39%                | 11,52%   |
| Paraná Pesquisas      | 11–15 de agosto de 2022   | 1.510         | 25,1%      | 22,6%      | 18,1%       | 13,6%        | 1,6%             | 1,4%   | 17,7%                 | 2,5%     |
| Instituto DataSensus  | 12–13 de agosto de 2022   | 5.072         | 28%        | 19%        | 14,6%       | 10%          | 1,2%             | —      | 25,2%                 | 9%       |
| Fundepes              | 1–5 de agosto de 2022     | 1.311         | 29,9%      | 20,3%      | 13,5%       | 7,2%         | —                | —      | 30%                   | 9,6%     |
| Instituto DataSensus  | 29–30 de julho de 2022    | 5.032         | 30,7%      | 18,6%      | 15,5%       | 12%          | 1,5%             | —      | 21,7%                 | 12,1%    |

### Senador
| Institutos de opinião | Datas de realização       | Entrevistados | Renan MDB | Davino PP | Valle PROS | Agra PSOL | Souza PMB | Abstenções/ Indecisos | Vantagem |
| Institutos de opinião | Datas de realização       | Entrevistados |           |           |            |           |           | Abstenções/ Indecisos | Vantagem |
| Ipec                  | 28–30 de setembro de 2022 | 800           | 57%       | 25%       | 3%         | 1%        | 2%        | 12%                   | 32%      |
| Fundepes              | 23–26 de setembro de 2022 | 1.311         | 48,3%     | 23,9%     | 2,3%       | —         | —         | 25,2%                 | 24,4%    |
| Ibrape/Cadaminuto     | 21–24 de setembro de 2022 | 1.992         | 56%       | 26%       | 1%         | —         | —         | 17%                   | 30%      |
| Instituto DataSensus  | 21–22 de setembro de 2022 | 5.109         | 51%       | 24%       | 2%         | 1%        | 4%        | 18%                   | 27%      |
| Ipec                  | 16–18 de setembro de 2022 | 800           | 59%       | 21%       | 3%         | 1%        | 2%        | 15%                   | 38%      |
| Ibrape/Cadaminuto     | 11–14 de setembro de 2022 | 1.992         | 55%       | 24%       | 2%         | 1%        | 0%        | 20%                   | 31%      |
| Paraná Pesquisas      | 10–14 de setembro de 2022 | 1.510         | 50,3%     | 24%       | 4,2%       | 0,7%      | 1,5%      | 19,3%                 | 26,3%    |
| Instituto DataSensus  | 9–10 de setembro de 2022  | 5.062         | 50,3%     | 21,4%     | 2,6%       | 0,9%      | 3,5%      | 21,3%                 | 28,9%    |
| Ibrape/Cadaminuto     | 2–5 de setembro de 2022   | 1.992         | 57%       | 20%       | 2%         | 1%        | 1%        | 20%                   | 37%      |
| Ipec                  | 29–31 de agosto de 2022   | 800           | 56%       | 17%       | 4%         | 1%        | 1%        | 21%                   | 39%      |
| Instituto DataSensus  | 26–28 de agosto de 2022   | 5.040         | 51,8%     | 16,2%     | 2,8%       | 1%        | 5,9%      | 22,3%                 | 35,6%    |
| Ibrape/Cadaminuto     | 21–25 de agosto de 2022   | 1.992         | 57%       | 20%       | 2%         | 2%        | 2%        | 18%                   | 37%      |
| Fundepes              | 21–23 de agosto de 2022   | 1.311         | 56,61%    | 19,37%    | 4,35%      | —         | —         | 16,52%                | 37,24%   |
| Paraná Pesquisas      | 11–15 de agosto de 2022   | 1.510         | 50,5%     | 23,6%     | 1,6%       | 1,1%      | 2,2%      | 18,9%                 | 26,9%    |
| Instituto DataSensus  | 12–13 de agosto de 2022   | 5.072         | 52,4%     | 13,7%     | 3,4%       | 1,4%      | —         | 26,7%                 | 38,7%    |
| Fundepes              | 1–5 de agosto de 2022     | 1.311         | 56,25%    | 18,5%     | —          | 1,91%     | —         | 23,35%                | 37,75%   |
| Instituto DataSensus  | 29–30 de julho de 2022    | 5.032         | 56,8%     | 18,5%     | —          | 2,6%      | —         | 22,1%                 | 38,3%    |

## Resultados

### Governador
| Candidato(a)             | Candidato(a)              | Vice                              | Primeiro turno 2 de outubro de 2022 | Primeiro turno 2 de outubro de 2022 | Segundo turno 30 de outubro de 2022 | Segundo turno 30 de outubro de 2022 |
| Candidato(a)             | Candidato(a)              | Vice                              | Total                               | Percentagem                         | Total                               | Percentagem                         |
| ------------------------ | ------------------------- | --------------------------------- | ----------------------------------- | ----------------------------------- | ----------------------------------- | ----------------------------------- |
|                          | Paulo Dantas (MDB)        | Ronaldo Lessa (PDT)               | 708.984                             | 46,64%                              | 834.278                             | 52,33%                              |
|                          | Rodrigo Cunha (UNIÃO)     | Jó Pereira (PSDB)                 | 407.220                             | 26,79%                              | 759.984                             | 47,67%                              |
|                          | Fernando Collor (PTB)     | Leonardo Dias (PL)                | 223.585                             | 14,71%                              | Não participaram                    | Não participaram                    |
|                          | Rui Palmeira (PSD)        | Arthur Albuquerque (Republicanos) | 157.746                             | 10,38%                              | Não participaram                    | Não participaram                    |
|                          | Cícero Albuquerque (PSOL) | Eliane Silva (PSOL)               | 17.749                              | 1,17%                               | Não participaram                    | Não participaram                    |
|                          | Luciano Fontes (PMB)      | Rogers Tenório (PMB)              | 2.737                               | 0,18%                               | Não participaram                    | Não participaram                    |
|                          | Luciano Almeida (PRTB)    | Sargento Walderlan (PRTB)         | 2.110                               | 0,14%                               | Não participaram                    | Não participaram                    |
| → Total de votos válidos | → Total de votos válidos  | → Total de votos válidos          | 1.520.131                           | 84,32%                              |                                     |                                     |
| → Votos em branco        | → Votos em branco         | → Votos em branco                 | 88.769                              | 4,92%                               |                                     |                                     |
| → Votos nulos            | → Votos nulos             | → Votos nulos                     | 193.891                             | 10,76%                              |                                     |                                     |
| → Votos anulados         | → Votos anulados          | → Votos anulados                  | 0                                   | 0%                                  |                                     |                                     |
| Total                    | Total                     | Total                             | 1.802.791                           | 77,61%                              |                                     |                                     |
| Abstenções               | Abstenções                | Abstenções                        | 520.114                             | 22,39%                              |                                     |                                     |
| Eleitorado apto          | Eleitorado apto           | Eleitorado apto                   | 2.302.905                           | 2.302.905                           |                                     |                                     |

Gráfico em barra
| Partido | Partido | Candidato   | Votos     | Votos (%) |
| ------- | ------- | ----------- | --------- | --------- |
|         | MDB     | Dantas      | 708 984   | 46,64%    |
|         | UNIÃO   | Cunha       | 407 220   | 26,79%    |
|         | PTB     | Collor      | 223 585   | 14,71%    |
|         | PSD     | Palmeira    | 157 746   | 10,38%    |
|         | PSOL    | Albuquerque | 17 749    | 1,17%     |
|         | PMB     | Fontes      | 2 737     | 0,18%     |
|         | PRTB    | Almeida     | 2 110     | 0,14%     |
| Totais  | Totais  | Totais      | 1 520 131 |           |
| Fonte:  |         |             |           |           |

| Partido | Partido | Candidato | Votos     | Votos (%) |
| ------- | ------- | --------- | --------- | --------- |
|         | MDB     | Dantas    | 834 278   | 52,33%    |
|         | UNIÃO   | Cunha     | 759 984   | 47,67%    |
| Totais  | Totais  | Totais    | 1 594 262 |           |
| Fonte:  |         |           |           |           |

### Senador
A candidatura de Suzana Souza (PMB) foi indeferida pelo TRE-AL.
| Candidato(a)             | Candidato(a)             | Turno único 2 de outubro de 2022 | Turno único 2 de outubro de 2022 |
| Candidato(a)             | Candidato(a)             | Total                            | Percentagem                      |
| ------------------------ | ------------------------ | -------------------------------- | -------------------------------- |
|                          | Renan Filho (MDB)        | 845.988                          | 56,92%                           |
|                          | Davi Davino Filho (PP)   | 627.397                          | 42,22%                           |
|                          | Mário Agra (PSOL)        | 12.768                           | 0,86%                            |
| → Total de votos válidos | → Total de votos válidos | 1.486.153                        | 82,44%                           |
| → Votos em branco        | → Votos em branco        | 115.519                          | 6,40%                            |
| → Votos nulos            | → Votos nulos            | 201.119                          | 11,16%                           |
| → Votos anulados         | → Votos anulados         | 0                                | 0,00%                            |
| Total                    | Total                    | 1.802.791                        | 77,61%                           |
| Abstenções               | Abstenções               | 520.114                          | 22,39%                           |
| Eleitorado apto          | Eleitorado apto          | 2.302.905                        | 2.302.905                        |

Gráfico em barra
| Partido | Partido | Candidato | Votos     | Votos (%) |
| ------- | ------- | --------- | --------- | --------- |
|         | MDB     | Renan     | 845 988   | 56,93%    |
|         | PP      | Davino    | 627 397   | 42,22%    |
|         | PSOL    | Agra      | 12 607    | 0,85%     |
| Totais  | Totais  | Totais    | 1 485 992 |           |
| Fonte:  |         |           |           |           |

### Deputados federais eleitos
Esse são os nove deputados federais eleitos pelo estado do Alagoas..

Representação eleita  PP: 4   MDB: 2      FE Brasil 2   UNIÃO: 1

| Candidato(a)              | Porcentagem | Total de votos | Cidade Natal       |
| ------------------------- | ----------- | -------------- | ------------------ |
| Arthur Lira (PP)          | 13,26%      | 219.452 votos  | Maceió, Alagoas    |
| Alfredo Gaspar (UNIÃO)    | 6,17%       | 102.039 votos  | Maceió, Alagoas    |
| Luciano Amaral (PV)       | 6,13%       | 101.508 votos  | Maceió, Alagoas    |
| Marx Beltrão (PP)         | 5,35%       | 88.512 votos   | Maceió, Alagoas    |
| Isnaldo Bulhões (MDB)     | 5,07%       | 83.965 votos   | Maceió, Alagoas    |
| Paulão do PT (PT)         | 3,98%       | 65.814 votos   | Recife, Pernambuco |
| Daniel Barbosa (PP)       | 3,83%       | 63.385 votos   | Maceió, Alagoas    |
| Delegado Fabio Costa (PP) | 3,67%       | 60.767 votos   | Recife, Pernambuco |
| Rafael Brito (MDB)        | 3,51%       | 58.134 votos   | Maceió, Alagoas    |

### Deputados estaduais eleitos
Esse são os vinte e sete deputados estaduais eleitos pelo estado do Alagoas.

Representação eleita
     MDB (14)
     PP (4)
     UNIÃO (3)
     FE Brasil (2)
     Republicanos (2)
     PL (1)
     Avante (1)

| Candidato (a)       | Partido      | Votação      |
| ------------------- | ------------ | ------------ |
| Alexandre Ayres     | MDB          | 61.142 votos |
| Cabo Bebeto         | PL           | 51.721 votos |
| Marcelo Victor      | MDB          | 51.259 votos |
| Flávia Cavalcante   | MDB          | 50.902 votos |
| Cibele Moura        | MDB          | 46.120 votos |
| Fernando Pereira    | PP           | 45.509 votos |
| Carla Dantas        | MDB          | 44.477 votos |
| Ricardo Nezinho     | MDB          | 43.797 votos |
| Dr. Wanderley       | MDB          | 43.512 votos |
| Antonio Albuquerque | Republicanos | 41.748 votos |
| Fátima Canuto       | MDB          | 41.319 votos |
| Remi Calheiros      | MDB          | 39.947 votos |
| Bruno Toledo        | MDB          | 38.070 votos |
| Delegado Leonam     | União Brasil | 37.805 votos |
| Ronaldo Medeiros    | PT           | 35.883 votos |
| Dudu Ronalsa        | MDB          | 35.792 votos |
| Rose Davino         | PP           | 34.343 votos |
| Inácio Loiola       | MDB          | 33.270 votos |
| Francisco Tenorio   | PP           | 32.644 votos |
| Breno Albuquerque   | MDB          | 32.159 votos |
| Gilvan Filho        | MDB          | 32.035 votos |
| Lelo Maia           | União Brasil | 31.706 votos |
| Andre Silva         | Republicanos | 31.036 votos |
| Gabi Gonçalves      | PP           | 29.336 votos |
| Mesaque Padilha     | União Brasil | 29.102 votos |
| Marcos Barbosa      | Avante       | 20.761 votos |
| Silvio Camelo       | PV           | 19.714 votos |